# .hk
.hk es el dominio de nivel superior geográfico (ccTLD) para Hong Kong.
Se usa más bien el dominio .co.hk para las empresas (co: corporation) y gov.hk para los organismos públicos.